# District des West Jaintia Hills
Le district des West Jaintia Hills est un district de l'état du Meghalaya, en Inde.

## Géographie
Au recensement de 2011, sa population compte 270 352 habitants.
Son chef-lieu est la ville de Jowai. 